# 江の島温泉
江の島温泉（えのしまおんせん）は、神奈川県藤沢市の江の島島内にある温泉。

## 泉質
- ナトリウム-塩化物強塩泉
  - 源泉温度34℃の温泉
  - 源泉は深緑色

## 歴史
- 2004年（平成16年）に開業した温泉リゾート施設、「江の島アイランドスパ」に対し提供されている温泉で、岩本楼など他の江ノ島島内にある旅館には提供されていない。源泉は地下1500メートルから湧き出している。

## 交通アクセス
鉄道
- 片瀬江ノ島駅（小田急江ノ島線）より徒歩10分